# Волновое число
Волново́е число́ — быстрота роста фазы волны {\displaystyle \varphi } по координате в пространстве:
{\displaystyle k={\frac {d\varphi }{dx}}}.
Может вычисляться как отношение {\displaystyle 2\pi } радиан к длине волны:
{\displaystyle k={\frac {2\pi }{\lambda }}}.
Обозначение «{\displaystyle k}» является наиболее стандартным. Измеряется в рад·м−1, физическая размерность м−1 (в системе СГС: см−1).
Волновое число используется в физике, математике (преобразование Фурье) и таких приложениях как обработка изображений. 
Выступает пространственным аналогом угловой частоты {\displaystyle \omega =2\pi /T} ({\displaystyle T} — период).
В одномерном случае волновому числу обычно приписывают знак плюс (минус), если волна распространяется в положительном (отрицательном) направлении оси {\displaystyle x}. В многомерном случае {\displaystyle k} — это обычно синоним абсолютной величины волнового вектора или его компонент (несколько волновых чисел по количеству осей координат), также может быть проекцией волнового вектора на некоторое определённое выбранное направление.
В большинстве случаев волновое число имеет смысл только применительно к монохроматической волне (строго монохроматической или, по крайней мере, почти монохроматической), поэтому производную в определении можно (для этих самых распространённых случаев) заменить выражением с конечными разностями:
{\displaystyle k={\frac {\Delta \varphi }{\Delta x}}}.
Исходя из этого, можно получить разные практически удобные формулировки понятия:
- волновое число есть разность фазы волны (в радианах) в один и тот же момент времени в пространственных точках на расстоянии единицы длины (одного метра);
- волновое число есть количество пространственных периодов (горбов) волны, приходящееся на {\displaystyle 2\pi } метров;
- волновое число равно числу радиан волны на отрезке в 1 метр.

Смежной с волновым числом величиной является так называемая пространственная частота волны — количество периодов колебаний в пространстве на единицу длины (равное {\displaystyle 1/\lambda }). В спектроскопии пространственную частоту саму нередко именуют волновым числом и измеряют в см−1. Такое определение отличается от обычного отсутствием множителя {\displaystyle 2\pi }.

## Основные соотношения
Имеет место цепочка равенств:
{\displaystyle k\equiv {\frac {2\pi }{\lambda }}={\frac {2\pi \nu }{v_{\varphi }}}={\frac {\omega }{v_{\varphi }}}},
где {\displaystyle \lambda } — длина волны, {\displaystyle \nu } (греческая буква «ню») — частота, {\displaystyle v_{\varphi }} — фазовая скорость волны, {\displaystyle \omega } — угловая частота.
Для фазы монохроматической бегущей волны можно записать:
{\displaystyle \varphi =kx-\omega t},
а для самой волны:
{\displaystyle u(x,t)={\rm {const}}\cdot \mathrm {cos} (kx-\omega t+\varphi _{0})}
или в комплексном виде:
{\displaystyle u(x,t)={\rm {const}}\cdot e^{i(kx-\omega t)}},
здесь {\displaystyle \varphi _{0}} может быть спрятано в {\displaystyle {\rm {const}}},
Для монохроматической стоячей волны:
{\displaystyle u(x,t)={\rm {const}}\cdot \mathrm {cos} (k\cdot (x-x_{0}))\mathrm {cos} (\omega \cdot (t-t_{0}))}.

## Замечания
Волновое число точно определено для монохроматической волны. К волнам другого вида волновое число относится через понятие спектра (а конкретнее, через преобразования Фурье), то есть немонохроматическая волна, вообще говоря, содержит в разных пропорциях монохроматические компоненты с разными волновыми числами; впрочем, почти монохроматические волны могут приближённо быть описаны как волны с определённым волновым числом (их спектр в основном сосредоточен вблизи одного значения волнового числа).
Иногда, например, в квазигеометрическом (квазиклассическом) приближении, можно рассматривать волновое число (волновой вектор) как медленно меняющийся в пространстве, то есть волну не как монохроматическую, а как квазимонохроматическую. В этом случае, естественно, лучше использовать определение волнового числа (волнового вектора) с производной, а не с конечными разностями.
В сущности, единственный физически осмысленный случай, когда волновое число (волновой вектор) может меняться с {\displaystyle x}, даже относительно быстро, — это случай формализма интеграла по траекториям. В этом случае в теории для описания волны присутствуют волны весьма специального вида:
{\displaystyle u(x,t)=e^{i\int (kdx-\omega dt)}}.
для которых упомянутое вполне корректно и осмысленно.

## Волновое число в квантовой физике
В квантовой физике волновое число связывается с компонентой импульса по данному направлению:
{\displaystyle p_{x}=\hbar k_{x}},
где {\displaystyle p_{x}} — компонента импульса по направлению {\displaystyle x} (для одномерной системы — полный импульс), {\displaystyle k_{x}} — волновое число (компонента волнового вектора) по направлению {\displaystyle x} (для одномерной системы — просто волновое число), {\displaystyle \hbar } — редуцированная постоянная Планка (постоянная Дирака).
Таким образом, в квантовой физике понятия компоненты импульса и волнового числа по сути совпадают. То же относится к полному импульсу и волновому числу без указания направления волнового вектора:
{\displaystyle p=\hbar k}.
(Более того, поскольку постоянная Планка — универсальная константа, можно выбором системы единиц просто сделать её равной 1. Тогда вообще {\displaystyle p_{x}=k_{x}} м {\displaystyle p=k}.)
Это можно считать одним из фундаментальных принципов квантовой механики. 
В важном частном случае, для света в вакууме (и, в принципе, любых других безмассовых полей; приближённо — для ультрарелятивистских частиц), можно написать
{\displaystyle k={\frac {W}{\hbar c}}},
где {\displaystyle W} — энергия, {\displaystyle c} — скорость света в вакууме.

## Волновое число в электродинамике
Уравнения плоской электромагнитной волны записываются как
{\displaystyle \Delta \mathbf {E} ={\frac {1}{c^{2}}}{\partial ^{2}\mathbf {E}  \over \partial t^{2}},\qquad \Delta \mathbf {H} ={\frac {1}{c^{2}}}{\partial ^{2}\mathbf {H}  \over \partial t^{2}}}.
Они же в координатной форме:
{\displaystyle {\frac {\partial ^{2}E_{y}}{\partial x^{2}}}={\frac {1}{c^{2}}}{\partial ^{2}E_{y} \over \partial t^{2}},\qquad {\frac {\partial ^{2}H_{z}}{\partial x^{2}}}={\frac {1}{c^{2}}}{\partial ^{2}H_{z} \over \partial t^{2}}}.
Решение этих уравнений имеет вид:
{\displaystyle E_{y}=E_{m}\cos(\omega t-kx),\qquad H_{z}=H_{m}\cos(\omega t-kx)}.
Подстановка выражения для {\displaystyle E_{y}} в уравнение приводит к соотношению
{\displaystyle E_{m}k^{2}\cos(\omega t-kx)={\frac {1}{c^{2}}}E_{m}\omega ^{2}\cos(\omega t-kx)},
откуда очевидна связь
{\displaystyle k={\frac {\omega }{c}}}.